# Galeazzo Alessi
Galeazzo Alessi (Perugia, 1512 – Perugia, 30 dicembre 1572) è stato un architetto italiano.

## Biografia

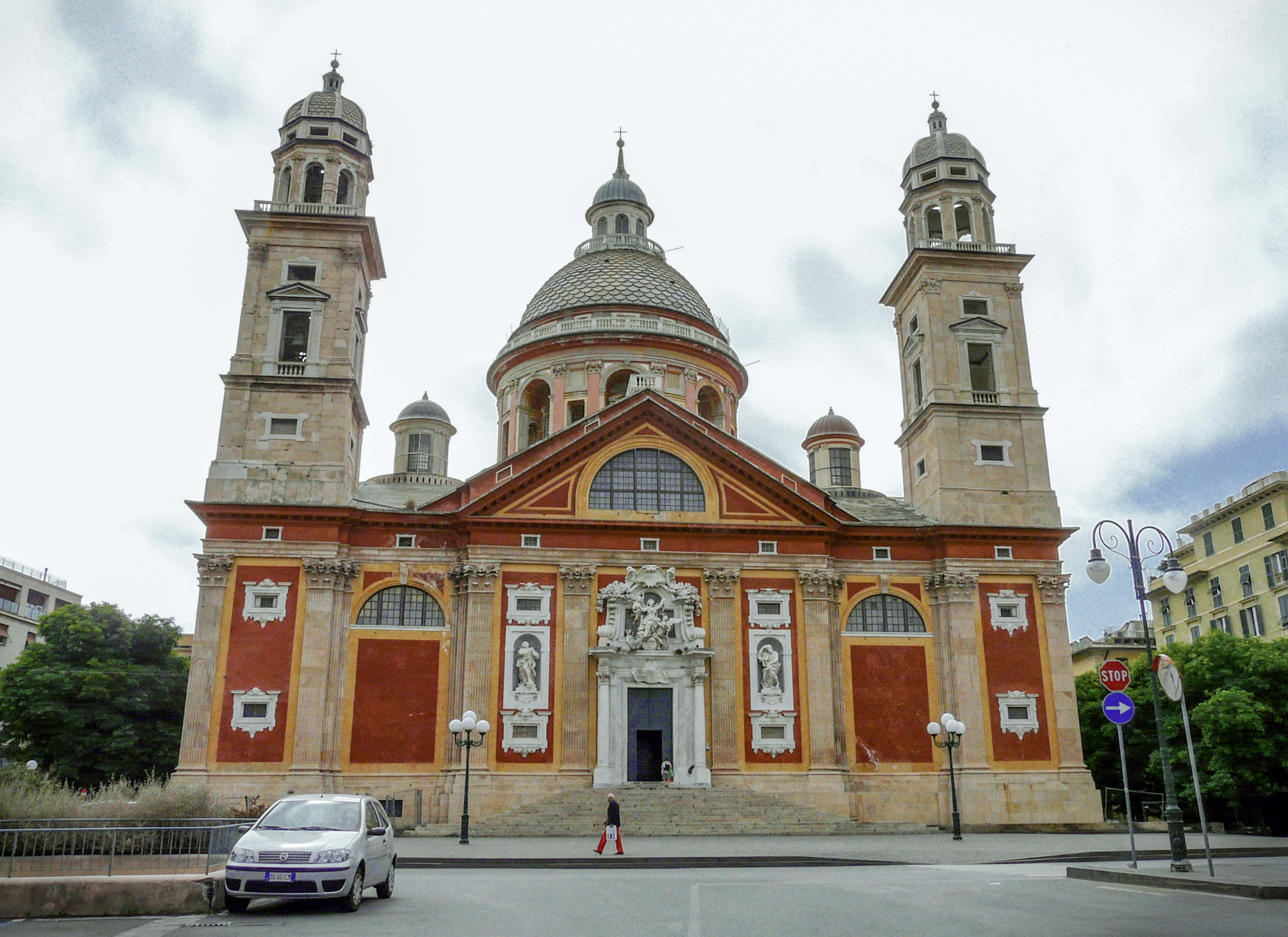
Basilica di Carignano, Genova

Si formò inizialmente sotto la direzione dell'architetto e pittore Giovan Battista Caporali per poi studiare attentamente l'architettura antica, che segnò in modo indelebile il suo stile. A Roma incontrò Michelangelo Buonarroti e la sua influenza si sentirà nelle sue realizzazioni successive.
A Perugia realizzò la chiesa di Santa Maria del Popolo (1547), il portico di Sant'Angelo della Pace in Porta Sole (1548).
La chiesa di Santa Maria del Popolo, ormai sconsacrata, è stata per anni la sede della Borsa Merci di Perugia.
Nel 1548 si stabilì a Genova su invito della Repubblica, che gli chiese di modernizzare le fortificazioni del porto. Realizza la porta d'ingresso, detta Porta del Molo, oggi Porta Siberia (una monumentale e massiccia costruzione che sul porto ha una facciata concava, racchiusa tra due colonne doriche fasciate da blocchi di pietra, mentre sulla città è piatta e delicatamente decorata). Nel medesimo anno realizzò la villa suburbana per conto della famiglia Giustiniani (oggi Villa Giustiniani-Cambiaso), sul modello della romana Villa Farnesina di Baldassarre Peruzzi, ricca di un'esuberante decorazione ornamentale.
Nella città ligure Alessi progettò diversi prestigiosi edifici lungo la Strada Nuova (oggi via Garibaldi), all'epoca appena realizzata: in particolare, il Palazzo Pallavicini Cambiaso (nel 1565) e il Palazzo Lercari-Parodi (nel 1567).
Questi edifici influenzarono le successive realizzazioni di altri architetti che lavorarono lungo la Strada Nuova, come Giovan Battista Castello, detto il Bergamasco, Bernardino Cantone, Antonio Roderio, e Giovanni e Domenico Ponsello; inoltre, affascinarono il giovane Rubens che li copiò in una serie di disegni, raccolti nella sua pubblicazione Palazzi di Genova.
Sempre a Genova, Alessi costruì la basilica di Santa Maria in Carignano, cui attese, dal 1549, per tutta la vita, fortemente ispirata al progetto di Bramante per la basilica di San Pietro in Vaticano, in cui la larga facciata coronata da timpano è inserita fra due campanili a base quadrate, mentre la cupola centrale è sostenuta da un alto tamburo a serliane.
Nella medesima città fornì i progetti per la cupola della cattedrale di San Lorenzo, ed eseguì la Villa Pallavicino delle Peschiere (1560) e palazzo Sauli in San Vincenzo.
Durante lo stesso periodo lavorò anche a Milano, dove rimase quando abbandonò definitivamente Genova, sebbene molto probabilmente si mantenesse in contatto col Cantoni che a Genova proseguiva i suoi lavori e iniziava a lavorare per i palazzo di Strada Nuova, inviandogli suggerimenti e disegni. A Milano lavorò ai progetti di Palazzo Marino (1553-58), oggi sede del municipio, della chiesa di San Barnaba (1561), della chiesa di San Vittore al Corpo e della facciata di Santa Maria presso San Celso, terminate da Martino Bassi. Prese parte anche al cantiere del Duomo.
Il suo stile in questa città asseconda soprattutto un gusto enfatico, sovraccarico di statue e decorazioni in bassorilievo; è il caso di Santa Maria dei Miracoli, la cui facciata viene ripartita di riquadri istoriati, o anche della appesantita facciata della chiesa di San Raffaele (in via San Raffaele presso il Duomo), dove la struttura delle erme, motivo ricorrente nella sua arte, si trasforma in sovraccarichi testoni sostituiti ai capitelli.
Eseguì anche un progetto (documentato dal Libro dei Misteri) per il Sacro Monte di Varallo e mandò disegni per l'Escorial.
Tra il 1551 e il 1555 lavorò al rinnovamento del Palazzo d'Accursio a Bologna sotto la direzione del vicelegato pontificio e arcivescovo di Genova Girolamo Sauli, progettandone il maestoso portone, la porta dell'appartamento del Legato, la cappella del Legato e il finestrone su Piazza del Nettuno.
Intorno al 1561 ritornò a Perugia. Due anni dopo il marchese di Castiglione del Lago Ascanio della Corgna, esperto in fortificazioni militari, lo incaricò della ristrutturazione del suo palazzo castiglionese: l'architetto trasse ispirazione e utilizzò i disegni originari del Vignola e trasformò la dimora baglionesca. Fece altrettanto con il palazzo della Corgna a Città della Pieve, già casino di caccia. Qualche anno dopo il fratello di Ascanio, il cardinale Fulvio della Corgna, gli fece progettare la Villa del Colle del Cardinale, presso Perugia, sua residenza estiva.
Ad Assisi progettò la basilica di Santa Maria degli Angeli (1569), modificata nel 1832. Della costruzione originale dell'Alessi rimangono la cupola e l'abside. A Spello, infine, disegnò la nuova fabbrica del Palazzo Comunale (1570).
Galeazzo Alessi morì nel 1572 all'età di 60 anni ed è sepolto a Perugia nella chiesa di San Fiorenzo. La sua sepoltura dentro la chiesa è stata resa più solenne con l'erezione di un monumento funebre nel 1960.

## Opere di Galeazzo Alessi
Perugia 

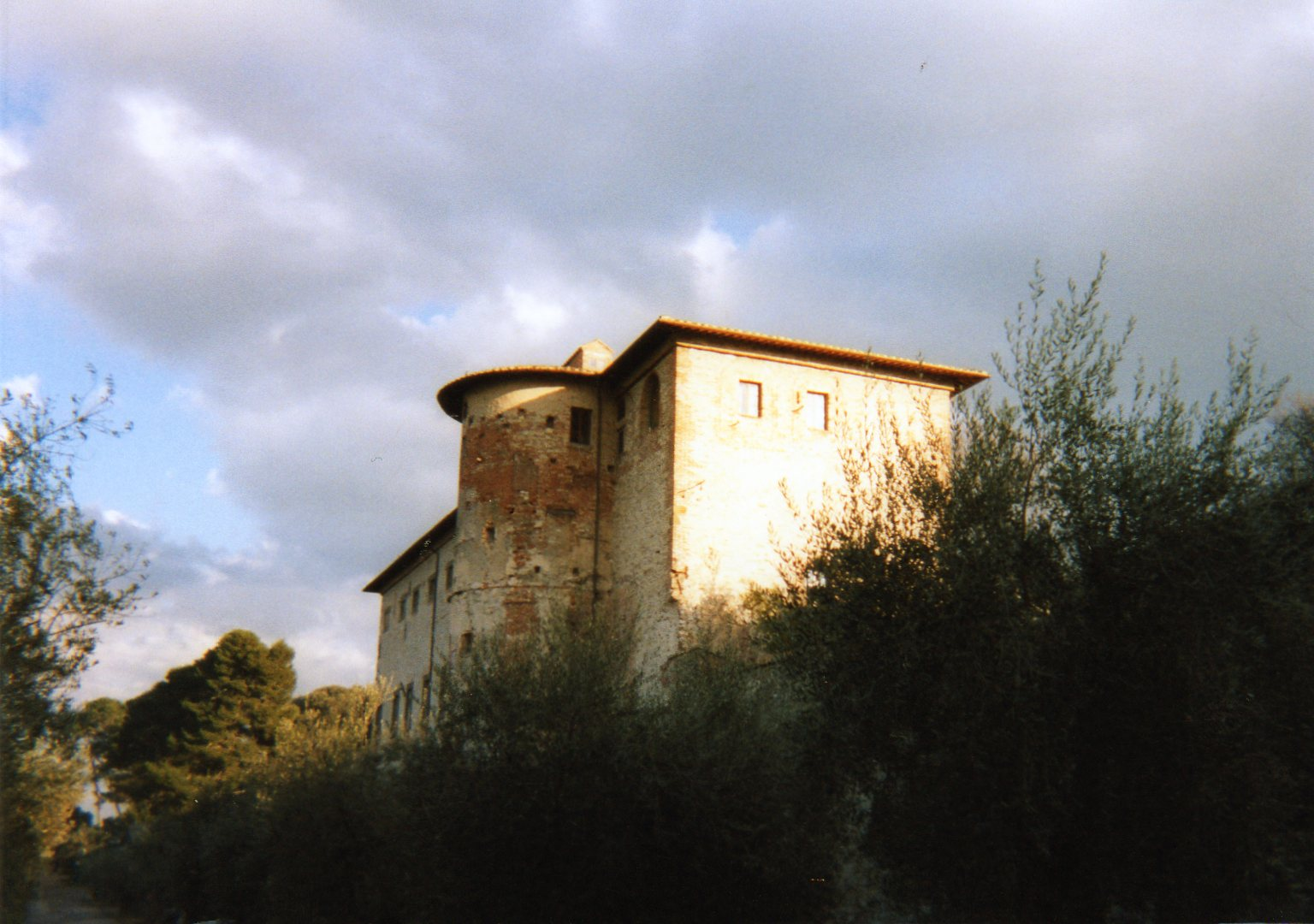
Palazzo della Corgna, a Castiglione del Lago

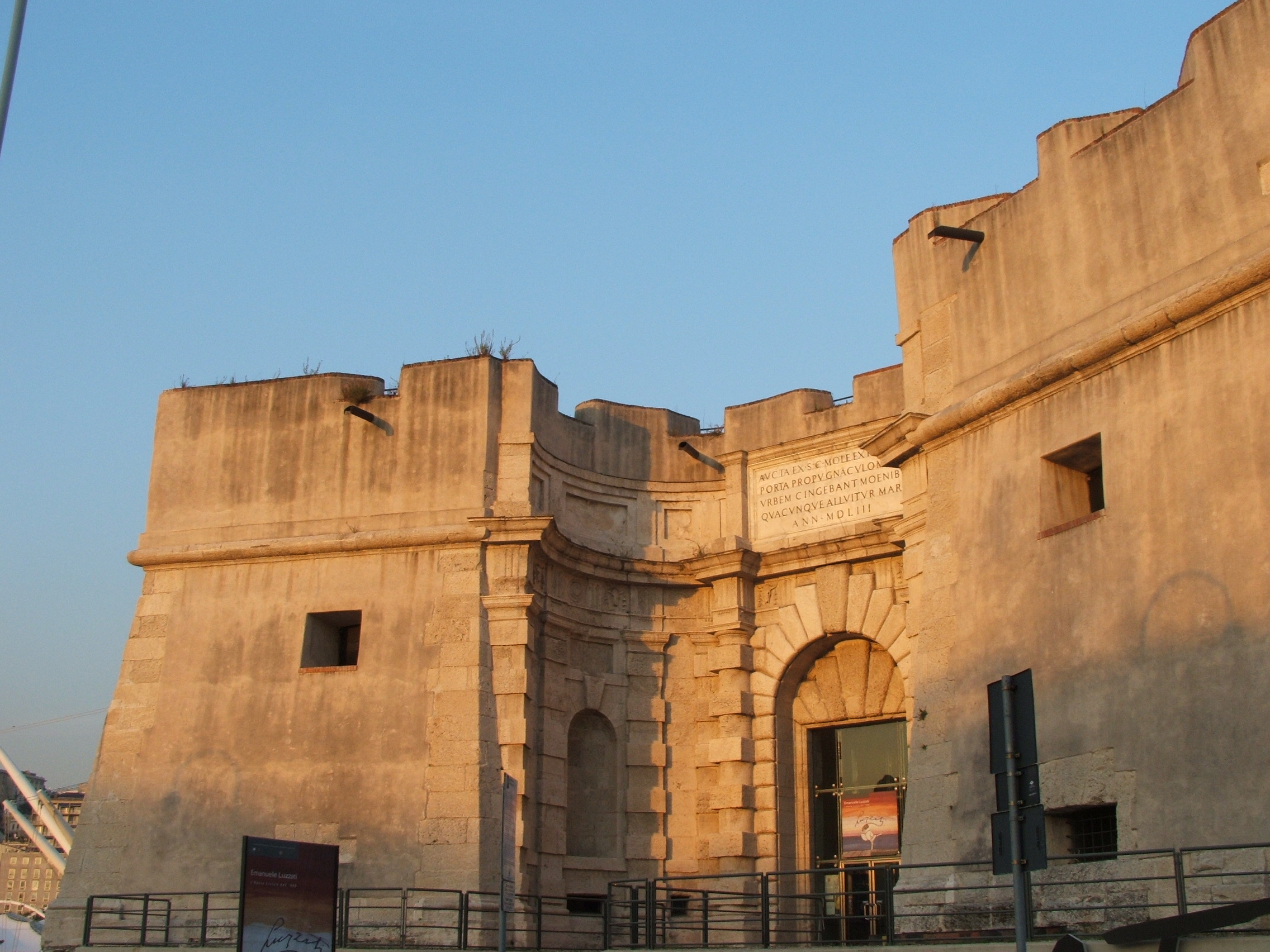
Porta Siberia, Genova

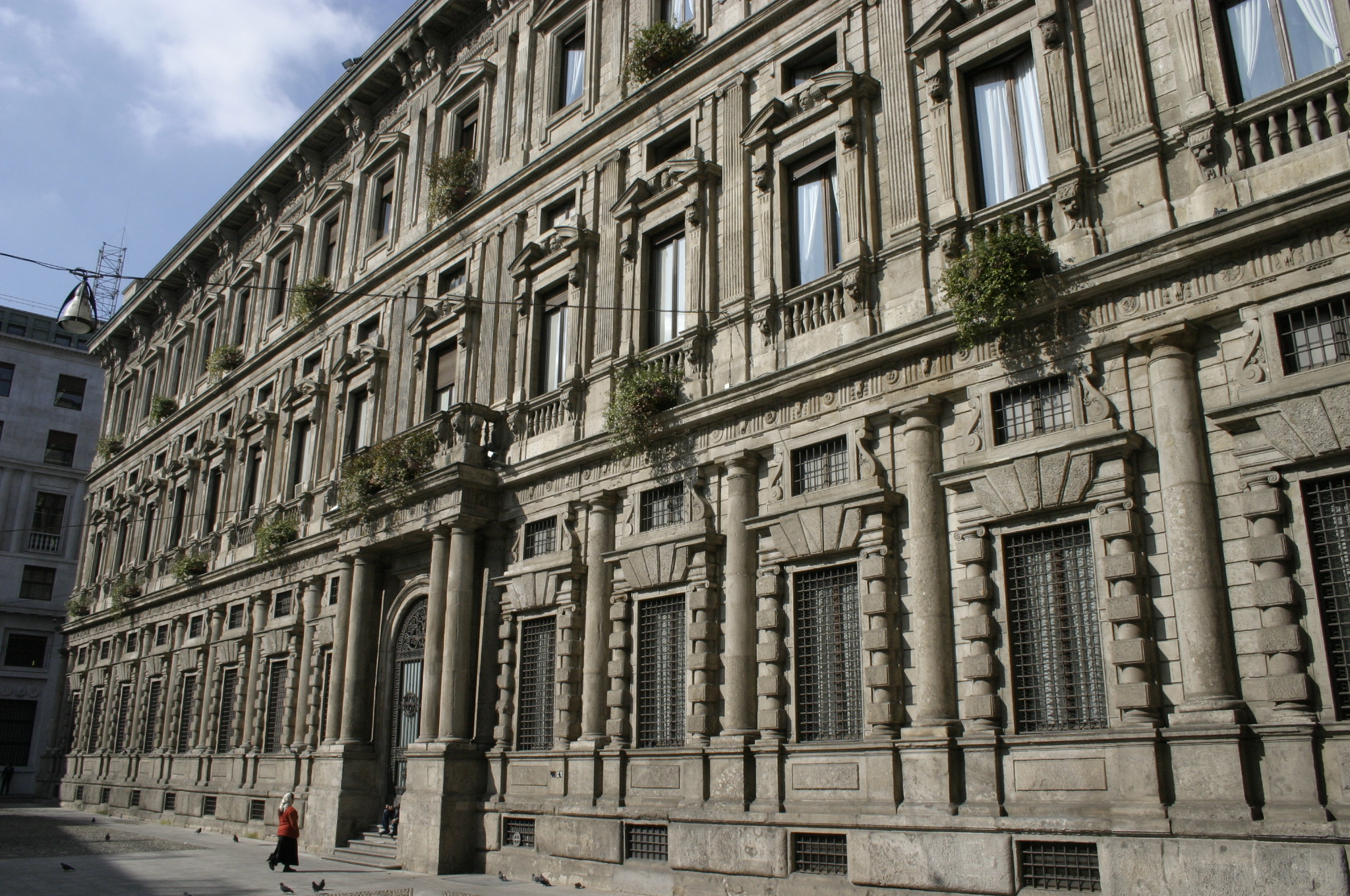
Palazzo Marino, Milano

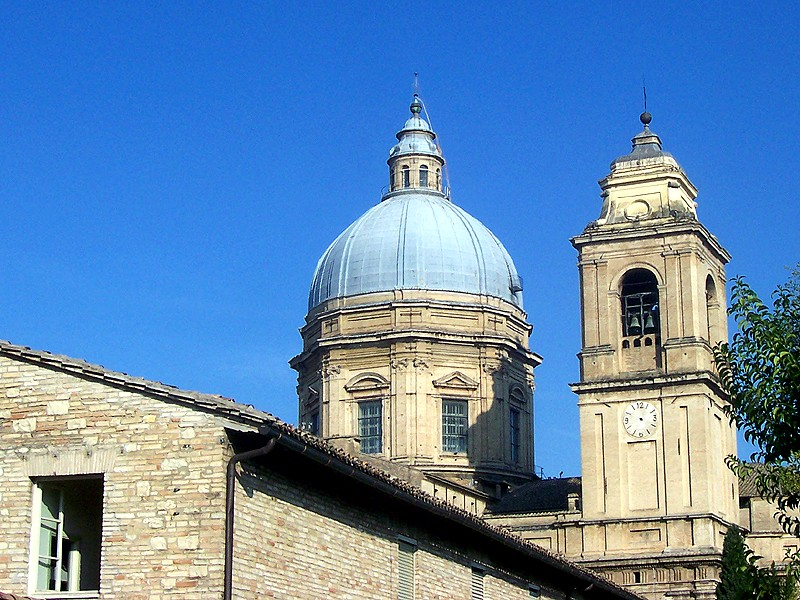
La cupola della basilica di Santa Maria degli Angeli

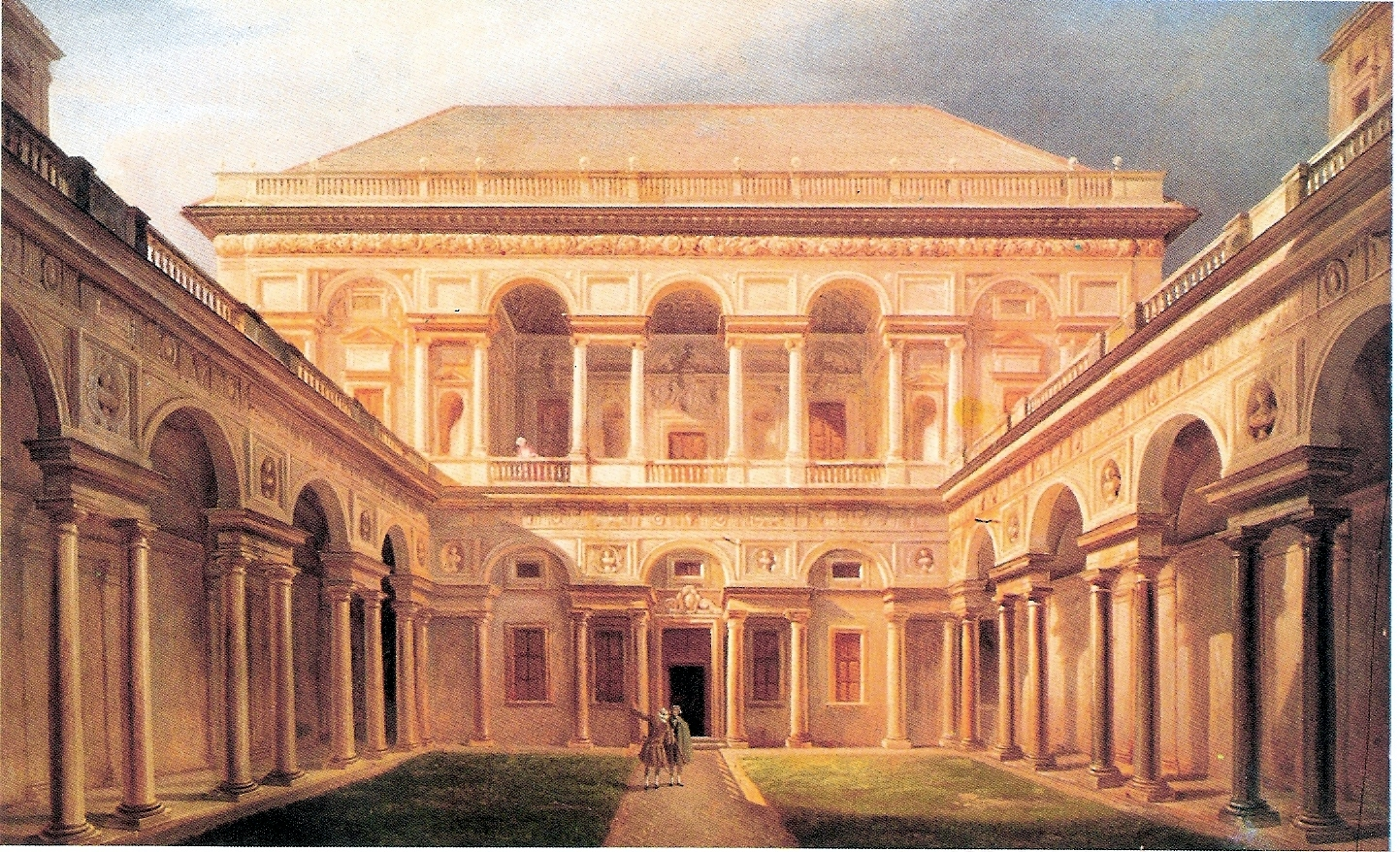
L'antica Villa Grimaldi Sauli, a Genova

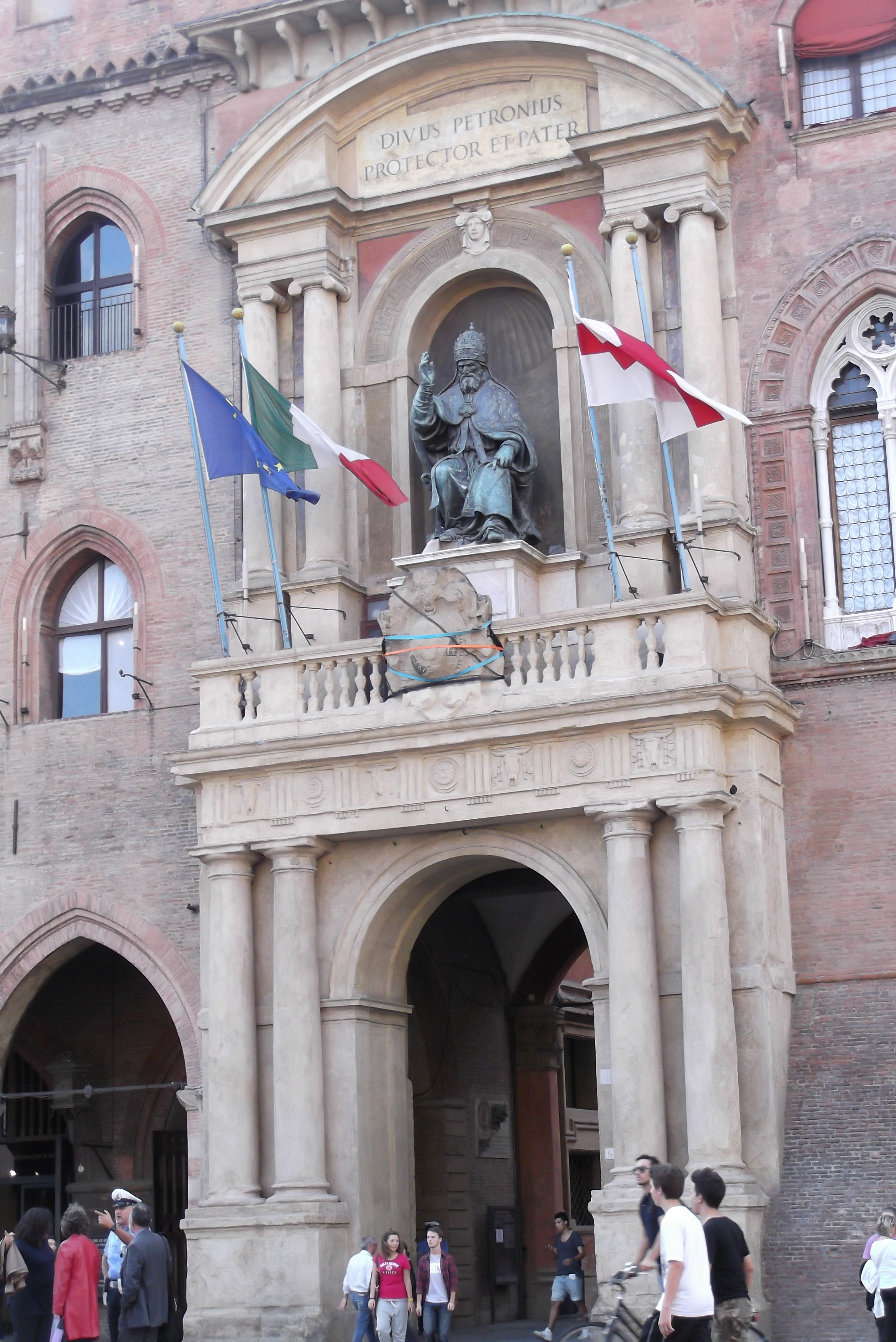
Il portale di Palazzo d'Accursio, Bologna

- Rocca Paolina, suoi interventi nella Rocca
- Loggia-Oratorio di Sant'Angelo della Pace in Porta Sole
- Santa Maria del Popolo (Camera di Commercio)
- Convento di Santa Giuliana (Santa Caterina)
- Portale della Villa del Leone
- Porta della facciata meridionale del Duomo (portale con le erme)
- Lavori per San Pietro
- Loggia per il palazzo dei Priori
- Villa del Colle del Cardinale

 Assisi 
- Cupola della basilica di Santa Maria degli Angeli (1569)[8]
- Tabernacolo di San Francesco
- Duomo di San Rufino

 Bastia Umbra 
- Ponte sul Chiascio

 Castiglione del Lago 
- Palazzo della Corgna: attribuito all'Alessi, insieme al Vignola[9]

 Città della Pieve 
- Palazzo della Corgna

 Corciano 
- Castello di Pieve del Vescovo: rimaneggiato dall'Alessi
- Palazzo della Corgna: attribuito all'Alessi, ora sede dell'amministrazione comunale

 Genova 
- Villa Giustiniani-Cambiaso ad Albaro
- Basilica di Santa Maria Assunta in Carignano
- Porta Siberia (Porta del Molo), inserita nelle mura sul porto
- Cupola della Cattedrale di San Lorenzo
- Villa Pallavicino detta delle Peschiere
- Villa Grimaldi Sauli
- Proposte per i palazzi di Strada Nuova

 Loano 
- Palazzo Doria, su commissione di Giovanni Andrea Doria e di sua moglie Zenobia

 Milano 
- Palazzo Marino, eseguito per il genovese Tommaso Marino, trasferitosi a Milano.
- chiesa di San Barnaba
- Auditorio delle Scuole Canobiane
- Santa Maria presso San Celso
- Chiesa di San Raffaele
- Vari interventi nel Duomo di Milano (monumento Arcimboldi, etc.)

 Bologna 
- Vari interventi al Palazzo d'Accursio

 Pietrafitta (Piegaro) 
- Abbazia dei Sette Frati: ristrutturazione del monastero da parte dell'Alessi per volere del cardinale Fulvio della Corgna

 Umbertide 
- Collegiata di Santa Maria della Reggia

 Sacro Monte di Varallo 
- Piano generale del Sacro Monte

 Roma 
- Disegni per la facciata del Gesù

 Spello 
- Progetto del Palazzo Comunale